# Fritz Lange (Widerstandskämpfer)

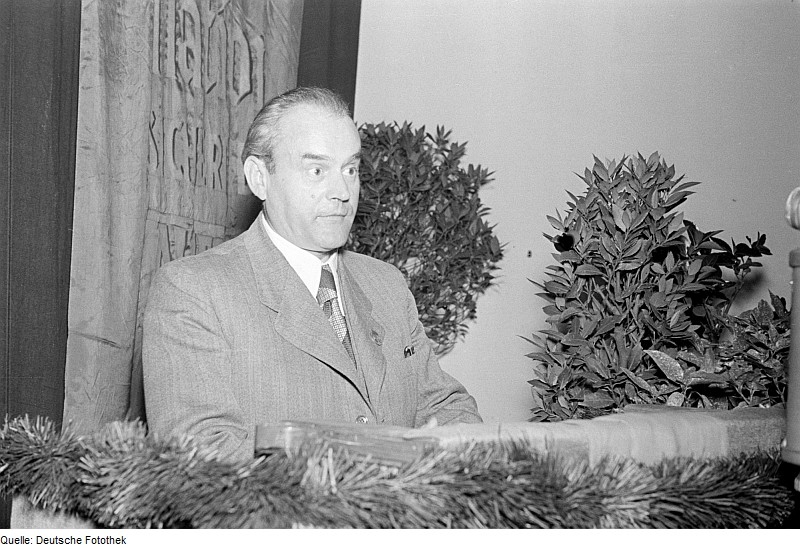
Fritz Lange (1946)

Emil Alfred Fritz Lange (* 23. November 1898 in Berlin; † 16. September 1981 ebenda) war ein deutscher Kommunist, Parteifunktionär, Widerstandskämpfer gegen den Nationalsozialismus und Politiker. In der DDR war er Vorsitzender der Zentralen Kommission für Staatliche Kontrolle und Minister für Volksbildung.

## Leben
Fritz Lange wurde am 23. November 1898 in der Berliner Wohnung seiner Eltern in der Neuen Schönhauser Straße 7 geboren. Sein Vater war der Kaufmann Otto Emil Alfred Lange, evangelischer Konfession, seine Mutter die Else Lange, geborene Gräfner, jüdischer Abstammung. Lange besuchte von 1904 bis 1912 die Siemens-Oberrealschule Charlottenburg und von 1912 bis 1917 die Präparandenanstalt und das Lehrerseminar in Neuruppin. Von 1917 bis 1918 nahm er als Soldat am Ersten Weltkrieg teil.
Im Jahr 1919 absolvierte er einen Sonderlehrgang für Kriegsseminaristen an der Berliner Universität und legte die Lehrerprüfung ab. Anschließend war er bis zu seiner Entlassung aus dem Schuldienst im März 1924 Volksschullehrer in Berlin-Neukölln. Er trat 1919 der USPD und 1920 der KPD bei und war von 1921 bis 1924 in der Reichsleitung der Kommunistischen Kindergruppe. Von 1925 bis 1928 war er leitender Funktionär des Roten Frontkämpferbundes sowie 1925 bis 1933 Bezirksverordneter von Berlin-Neukölln und Stadtverordneter von Berlin. Lange war 1927 bis 1933 Redakteur in der Abteilung Agitation und Propaganda des Zentralkomitees der KPD und von 1930 bis 1932 in der Reichsleitung des Kampfbundes gegen den Faschismus.
Im März 1933 wurde er verhaftet und kam bis Oktober 1933 in das KZ Sonnenburg. Danach lebte er bis 1942 als Arbeiter und kaufmännischer Angestellter. Ab 1935 war er aktiv im illegalen Widerstand, unter anderem in den Gruppen um Bernhard Bästlein und Wilhelm Guddorf. Er war Mitherausgeber der periodisch erscheinenden illegalen Zeitung Die Innere Front, für die Hitlergegner verschiedener Weltanschauungen Beiträge verfassten. Lange wird daher den Gruppen um die Rote Kapelle zugerechnet. Bei Kriegsbeginn im September 1939 wurde Lange zur Wehrmacht einberufen, aber nach fünf Tagen als „Mischling“ entlassen. Am 1. Dezember 1942 wurde er zusammen mit Martin Weise verhaftet und am 8. Oktober 1943 vom 2. Senat des VGH „wegen Beihilfe zum Hochverrat und Feindbegünstigung“ zu fünf Jahren Zuchthaus verurteilt. Bis 1945 war er in Haft, unter anderem im Zuchthaus Brandenburg-Görden.
Von September 1945 bis 1948 war Lange Oberbürgermeister von Brandenburg an der Havel. Danach war er Leiter der Zentralen Kontrollkommission der Deutschen Wirtschaftskommission und von 1949 bis 1954 der Zentralen Kommission für Staatliche Kontrolle. Er war ab 1949 Mitglied des Volksrates der SBZ, der sich bei der Gründung der DDR im Oktober 1949 zur Provisorischen Volkskammer konstituierte. Von 1950 bis 1958 war er als Mitglied der SED-Fraktion Abgeordneter der Volkskammer. Auf dem III. Parteitag der SED im Juni 1950 wurde er zum Kandidaten des Zentralkomitees der SED gewählt. Nach der Volkskammerwahl 1954 und der anschließenden Regierungsneubildung am 19. November 1954 wurde er als Nachfolger von Hans-Joachim Laabs Minister für Volksbildung der DDR. Der nach ihm benannte Lange-Erlass (Anordnung zur Sicherung von Ordnung und Stetigkeit im Erziehungs- und Bildungsprozeß der allgemeinbildenden Schulen) hatte zur Folge, dass der Religionsunterricht aus den Schulen der DDR verschwand. Schüler sollten vor Überlastung geschützt werden, so dass außerschulische Veranstaltungen erst zwei Stunden nach Schulende stattfinden durften. Dies galt nicht für Angebote der Pionierorganisation Ernst Thälmann. Weiterhin durfte nicht mehr für den Religionsunterricht geworben werden.

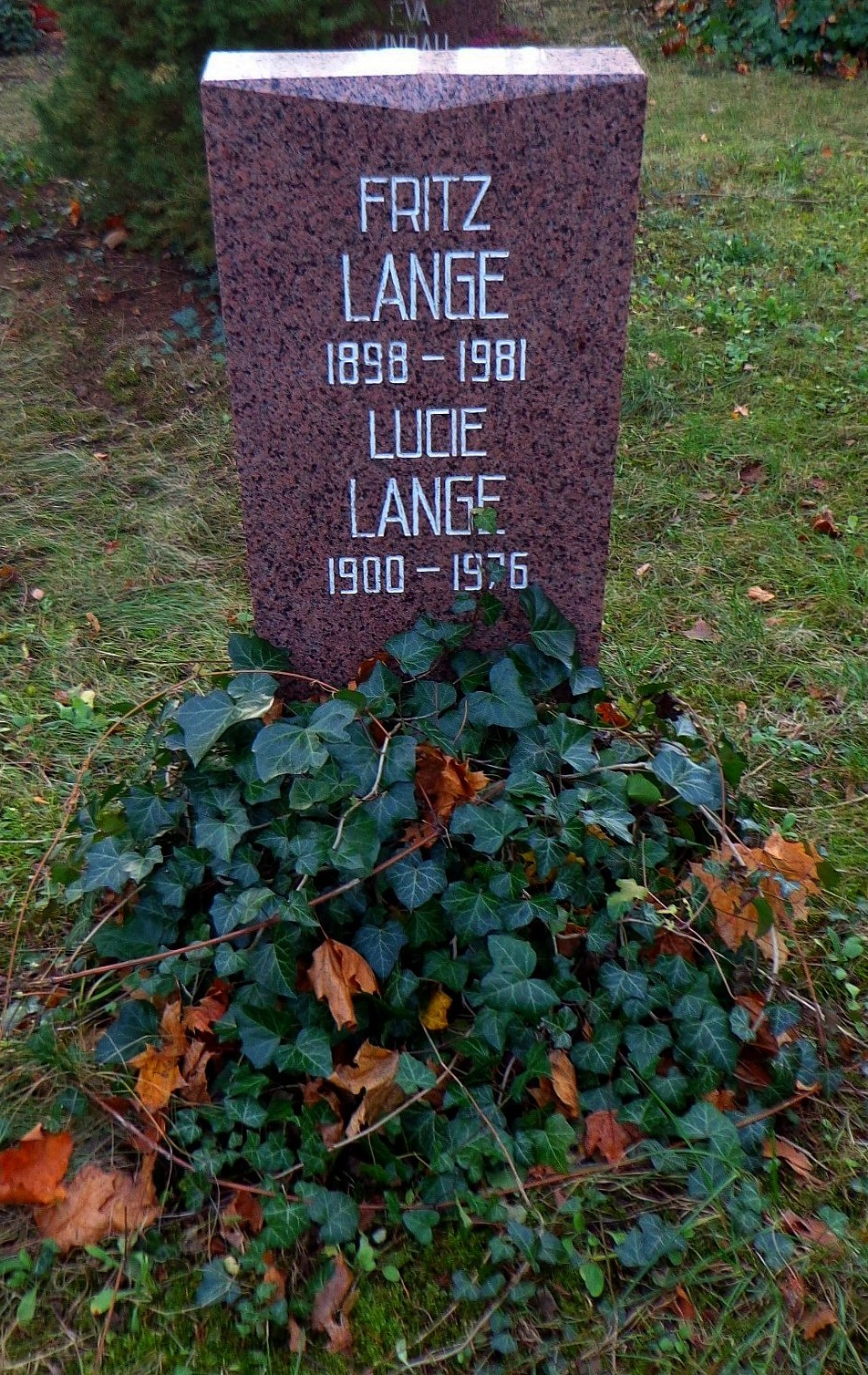
Grabstätte

Ein Ereignis aus seiner Tätigkeit als Volksbildungsminister ist Gegenstand des autobiografischen Buchs Das schweigende Klassenzimmer von Dietrich Garstka und des gleichnamigen Films, der nach der Romanvorlage gedreht wurde: Laut Garstka, damals Oberschüler in Storkow, hatte seine Klasse 1956 Schweigeminuten wegen des vom Westberliner RIAS fälschlich gemeldeten Todes des bekannten ungarischen Fußballspielers Ferenc Puskás im Zusammenhang mit der Niederschlagung des Ungarn-Aufstands eingelegt. Lange suchte persönlich die Klasse auf und drohte mit Repressionen. Nach Kritik auf dem V. Parteitag der SED im Juli 1958 wurde er nicht mehr als Kandidat des ZK bestätigt. Am 23. November 1958, seinem 60. Geburtstag, wurde er noch mit einem Orden ausgezeichnet und bei der Regierungsneubildung im Dezember 1958 durch Alfred Lemmnitz als Volksbildungsminister abgelöst. Er arbeitete dann von 1960 bis 1961 im Deutschen Institut für Militärgeschichte in Potsdam und ging 1961 in den Ruhestand.
Seine Urne wurde in der Grabanlage Pergolenweg des Berliner Zentralfriedhofs Friedrichsfelde beigesetzt.

## Familie
Seine Tochter Eva Lange studierte Rechtswissenschaft und spezialisierte sich auf das Verwaltungsrecht. In Halle an der Saale wurde die Juristin 1951 mit der Wahrnehmung einer Dozentur für Staats- und Verwaltungsrecht an der Juristischen Fakultät der Martin-Luther-Universität Halle-Wittenberg (MLU) beauftragt. Ihr Ehemann und Schwiegersohn von Fritz Lange wurde der Strafrechtler John Lekschas, der bis 1961 ebenfalls an der Universität Halle wirkte und danach an der Humboldt-Universität zu Berlin  lehrte. Fritz Lange war der Enkel des Fotografen Emil Lange.  

## Auszeichnungen
- 6. Mai 1955 Vaterländischer Verdienstorden in Silber[8] und 1968 in Gold
- 1958 Orden Banner der Arbeit
- 1973 Ehrenspange zum Vaterländischen Verdienstorden in Gold
- 1978 Karl-Marx-Orden[9]